# Nap
|  | Per a altres significats, vegeu «Nap (desambiguació)». |

El nap (Brassica rapa var. rapa) és una planta amb flor de la família de les brassicàcies.

## Descripció
És un verdura consumida per la seva arrel conreat en climes temperats. Segons les varietats es destina a l'alimentació animal (nap farratger) o a l'alimentació humana (varietats més petites i suaus). Els naps farratgers són un conreu típic dels secans de la Catalunya subhumida, principalment de la comarca d'Osona. Se sembren a final d'estiu i es cullen a final de primavera o principi d'estiu següent. El bestiar pot consumir la tija, les fulles i les arrels.
El Calendari Republicà Francès dedica al nap farratger (navet en francès) un dels dies de la tardor.
Els naps de consum humà són típics de la Cerdanya (són de color negre a diferència de la majoria que són blancs). També es conreen a les hortes els naps tipus martell, blancs i molt fins. Els naps són plantes bianuals d'origen asiàtic o mediterrani. Les fulles són enteres i neixen directament de l'arrel. El primer any desenvolupa una arrel engruixida en la part superior i el segon any floreix, fent de 8 a 12 fulles de 30 a 35cm de llarg per entre 7 i 12 cm d'ample, que donen llavors dins d'una síliqua.

## Nutrició
La part aèria conté d'un 65 a un 80% d'IVDDM (In Vitro Digestible Dry Matter), sobre un 20% de fibres NDF (Neutral Detergent Fiber) i un 23% de fibres ADF (Acid Detergent Fiber). La part terrestre conté entre un 10 i 14% de proteïna crua i entre un 80 i 85% d'IVDDM. L'arrel només és rica en vitamina C, mentre que les fulles verdes i tendres (comestibles) ho són en major mesura en A, però també en C, K i calci.

## Cultiu

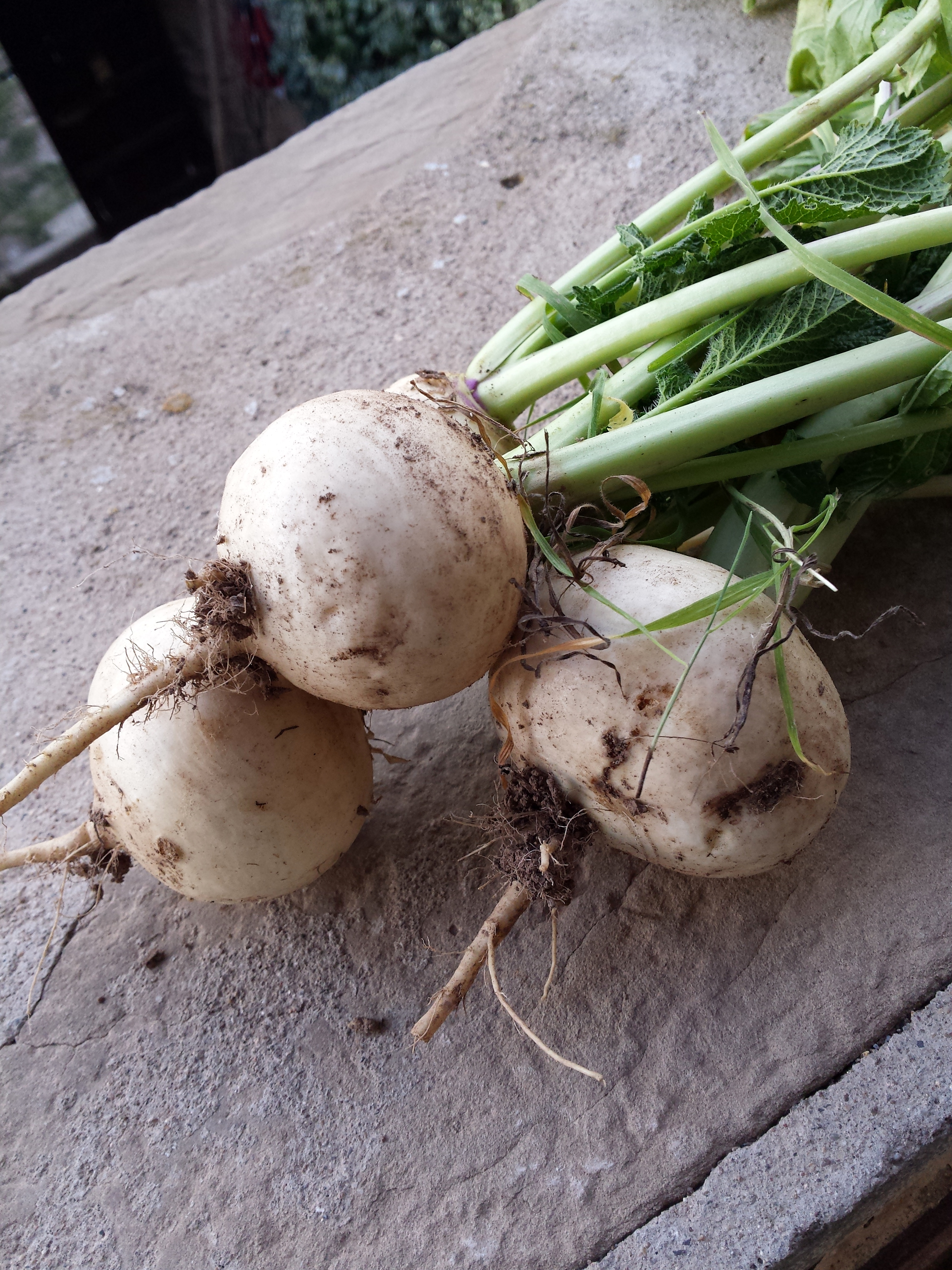
Naps de la varietat "de bola"

El seu cultiu està relativament emparentat amb el de la col.
Té preferències per terres amb llims i poc calcaris (relativament àcides), però suporta bé terres lleugers i relativament pobres. No es desenvolupa correctament en terres molt compactes o de baix drenatge.
Les llavors del nap són petites. En planter han de tenir un bon control d'humitat per la germinació. La terra del planter ha d'estar ben arada, ferma i lliure de males herbes i terrossos. També es pot plantar directament en terra o en el rostoll d'altre cultiu. Per fer-ho cal debilitar la pastura anterior. Una vegada s'hagi plantat, el nap competirà amb el cultiu previ i les males herbes existents per ell mateix. El plantat directe redueix les pèrdues per plaga d'insectes i l'erosió en terres amb pendent. Proporciona als animals un terra ferm pel seu pas i permet el rebrotar del cultiu anterior.
A terra es planta en fileres separades 25 cm, i dins de cada filera, se separen 5 cm entre llavors. Cal cobrir les llavors i premsar lleugerament. Se sol fertilitzar uns 3 dies després del sembrat, sempre al costat de les llavors, no directament. Quan brota, se sol replantar una distància entre plantes de 8 cm. L'adob de nitrogen depèn de la matèria orgànica existent. Si és inferior al 2%, uns 142Kg/Ha, si està entre el 2 i el 5%, uns 112Kg/Ha i si és superior al 5% entre 65 i 90 Kg/Ha. També requerirà fòsfor i potassi similar a altres cultius de gra petit, així com ajustos de bor i sofre.
El sembrat es pot fer durant tot l'any. El cultiu sol durar un parell de mesos, amb rec abundant. No requereix sol directe. El cultiu de primavera se sol recollir a l'estiu pel consum directe. Les de l'estiu es cullen abans de les gelades i es solen conservar durant el període hivernal de manera similar a la pastanaga.

## Plagues i malalties
Es veu afectada per l'hèrnia de la rel (deficiències de pH), nus de la rel, rovell blanc, sarna, antracnosi i virus del mosaic del nap. La majoria es resolen amb la rotació, encara que hi ha variants resistents a algunes malalties. És atacada per la mosca de la col. Per evitar el contagi de les larves que hagin quedat en el terra, es procedeix amb la rotació del cultiu o l'ús d'insecticides abans de la plantació. Si en el segon any persistís, cal fer una rotació de fins a 6 anys.

## Usos culinaris
Els naps es mengen normalment bullits havent tret la capa exterior que acostuma a estar bruta de terra. Combinen bé amb el porc i altres greixos animals. Com gran part de les plantes de la família Brassicaceae es considera que el seu consum protegeix de diversos tipus de càncer
Els fesols i naps són un plat típic de la gastronomia valenciana. Nap i col és també una combinació molt típica. Són plantes ja conegudes per grecs i romans després substituïdes per les patates. En els camps de concentració nazis eren la base de l'alimentació dels presoners (els països freds com Alemanya en són uns grans productors).